# Isabel Lucas
Isabel Lucas (Melbourne, 29 de janeiro de 1985) é uma atriz australiana.

## Carreira
Lucas nasceu em Melbourne, Victoria, Austrália. Quando criança, Lucas viveu em Cairns, no Far North Queensland. Ela também viveu na Suíça, Kakadu, na Austrália e Northern Territory. Sua mãe é suíça e seu pai australiano e fala alemão e francês, além de seu inglês nativo. Lucas estudou no Colégio Santa Mônica, em Cairns, Queensland, Austrália.
Lucas estava matriculada na Faculdade de Artes Vitoriana, mas nunca havia feito papéis comerciais até que ela foi colocada no mercado de Port Douglas por Sharron Meissner, um agente teatral de Sydney. Ela fez o teste para o papel de Kit Hunter em Home and Away (agora desempenhado por Amy Mizzi), embora o produtor do show, Julie McGauran, sentiu que o papel não era adequado para Isabel, ele estava impressionado, e acrescentou um novo personagem, Tasha Andrews, criado por ela. Lucas ganhou um prêmio ´´Logie´´ (para o novo talento popular) por sua atuação no programa. Atuando como ´´Tasha Andrews´´, em Home and Away foi o primeiro papel de Isabel Lucas na televisão. Ela também participou em um comercial de televisão americano para divulgação de um creme dental, Crest.
Em 2009, Lucas foi escalada como Gwen na minissérie The Pacific, e interpretou a Decepticon Alice em Transformers: Revenge of the Fallen. No seguinte, teve papeis em Daybreakers e o remake de Red Dawn.
Isabel estrelou o clipe do cantor britânico Ed Sheeran, Give Me Love, em 2011.

## Filmografia

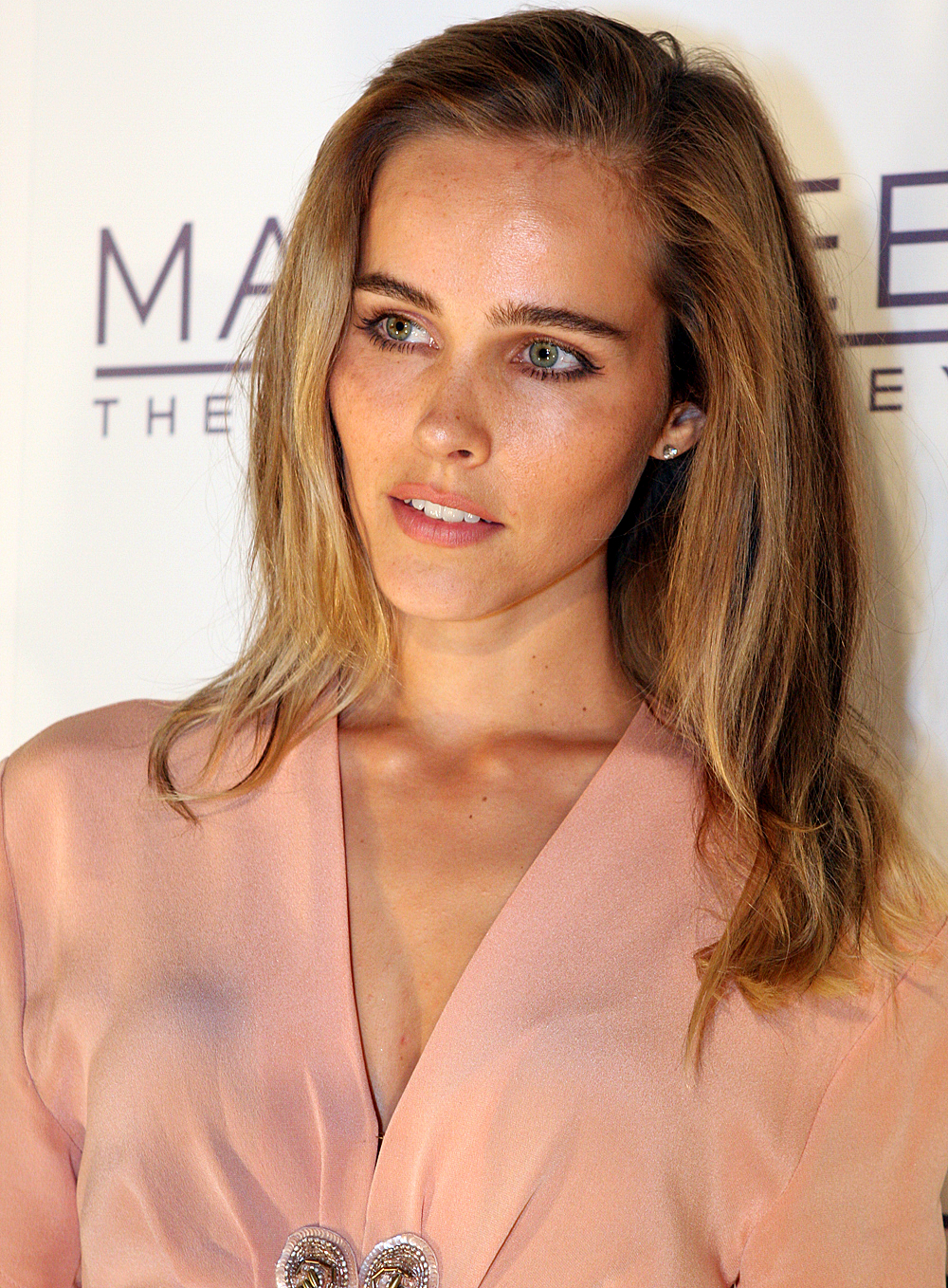
Lucas em 2012

### Filmes
| Ano  | Título                                       | Papel          | Notas        |
| ---- | -------------------------------------------- | -------------- | ------------ |
| 2009 | Transformers: Revenge of the Fallen          | Alice          |              |
| 2009 | Daybreakers                                  | Alison Bromley |              |
| 2009 | The Waiting City                             | Scarlett       |              |
| 2009 | The Cove                                     | Ela mesma      | Documentário |
| 2010 | The Wedding Party                            | Anna Petrov    |              |
| 2011 | A Heartbeat Away                             | Mandy Riddick  |              |
| 2011 | Immortals                                    | Atena          |              |
| 2012 | Red Dawn                                     | Erica Martin   |              |
| 2014 | Electric Slide                               | Pauline        |              |
| 2014 | That Sugar Film                              | Ela mesma      | Documentário |
| 2014 | The Loft                                     | Sarah Deakins  |              |
| 2014 | The Water Diviner                            | Natalia        |              |
| 2015 | Knight of Cups                               | Isabel         |              |
| 2015 | Careful What You Wish For                    | Lena Harper    |              |
| 2016 | The 11th                                     | Sisse          |              |
| 2016 | Science Fiction Volume One: The Osiris Child | Gyp            |              |
| 2017 | That's Not Me                                | Zoe Cooper     |              |
| 2018 | Chasing Comets                               | Brooke         |              |
| 2018 | Shooting in Vain                             | Kali Stewart   |              |
| 2018 | In Like Flynn                                | Rose           |              |

### Televisão
| Ano       | Título        | Papel         | Notas                 |
| --------- | ------------- | ------------- | --------------------- |
| 2003–2006 | Home and Away | Tasha Andrews | Papel regular         |
| 2010      | The Pacific   | Gwen          | Episódio: "Melbourne" |
| 2017      | Emerald City  | Anna          | Papel recorrente      |
| 2017–2018 | MacGyver      | Samantha Cage | Papel regular         |